# Psematisménos
Psematisménos är en ort i Cypern.   Den ligger i distriktet Eparchía Lárnakas, i den sydöstra delen av landet, 50 km söder om huvudstaden Nicosia. Psematisménos ligger 89 meter över havet och antalet invånare är 187. Den ligger på ön Cypern.
Terrängen runt Psematisménos är kuperad åt nordväst, men åt sydost är den platt. Havet är nära Psematisménos åt sydost.  Närmaste större samhälle är Ágios Týchon, 19,4 km väster om Psematisménos. Trakten runt Psematisménos består till största delen av jordbruksmark.